# Otto van Lippe (bisschop van Utrecht)
Otto van Lippe (ook: Otto van der Lippe of Otto II van Utrecht) (gestorven in Ane tussen Gramsbergen en Coevorden, 28 juli 1227) was bisschop van Utrecht van 1216 tot 1227. Hij was een zoon van graaf Bernhard II van Lippe en Heilwig van Are-Hochstaden.

## Levensloop
Otto II was domproost in Utrecht en had zijn benoeming tot bisschop te danken aan de graven van Holland en Gelre. Hij nam in 1217/1218 deel aan de belegering van Damiate in Egypte tijdens de Vijfde Kruistocht. Hij breidde zijn jurisdictie uit tot de stad Utrecht en stelde nieuwe tollen in teneinde financiële middelen te genereren. Hij streed tegen Holland en Gelre en tekende in 1226 een voor hem gunstige vrede.

## Expedities
Evenals zijn voorgangers had hij te maken met onlusten in het Oversticht. In 1224 kwamen ridders en boeren van Salland in opstand. Otto van Lippe trok vervolgens naar hen op en maakte de burcht van de heren van Voorst met de grond gelijk.
Hij mengde zich in de partijstrijd in Groningen tussen de prefect enerzijds en de burgerpartij van de Gelkingen anderzijds, die, gesteund door burggraaf Rudolf II van Coevorden, de stad belegerde. In een poging de prefect te hulp te komen, trok hij op tegen de Drenten, maar daarbij sneuvelde hij in de Slag bij Ane -hij werd gescalpeerd en gekeeld- terwijl zijn leger verslagen werd. Als gevolg van zijn expedities liet hij het bisdom sterk verarmd achter.